# Siergiej Tarabańko
Siergiej Aleksandrowicz Tarabańko, ros. Сергей Александрович Тарабанько (ur. 25 sierpnia 1949 w Moskwie) – radziecki żużlowiec.
Trzykrotny brązowy medalista drużynowych mistrzostw Związku Radzieckiego (1972, 1973, 1976 – wszystkie w barwach klubu Sybir Nowosybirsk). 
Największe sukcesy odnosi w rywalizacji w wyścigach motocyklowych na lodzie, m.in. pięciokrotnie zdobywając medale indywidualnych mistrzostw świata (4 złote – 1975, 1976, 1977, 1978 oraz srebrny – 1980). Był również trzykrotnym złotym medalistą drużynowych mistrzostw świata (1979, 1980, 1981). Czterokrotnie zdobył tytuły indywidualnych mistrzostw Związku Radzieckiego (1970, 1975, 1976, 1977); raz (1974) zdobył złoty medal drużynowych mistrzostw Związku Radzieckiego.